# Depressione betica

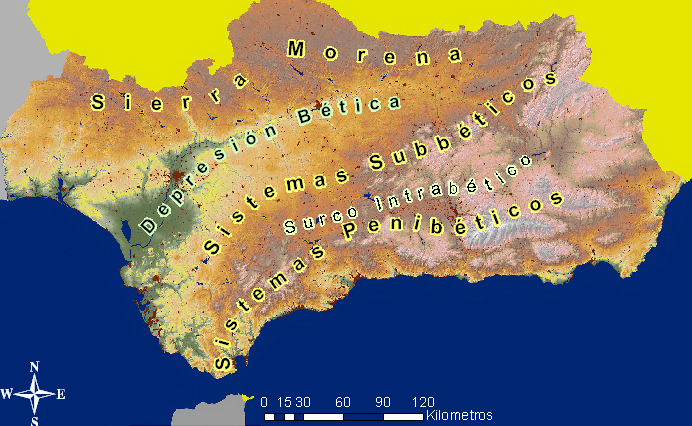
Carta geografica fisica dell'Andalusia

La depressione Betica o del Guadalquivir (spagnolo: Depresión Bética o Depresión del Guadalquivir) è una pianura alluvionale nella bassa valle del Guadalquivir in Andalusia, affacciata sul golfo di Cadice in Spagna.
È una vasta area triangolare nel bacino del Guadalquivir orientata all'incirca da nord-est a sud-ovest con il suo vertice ad est-nord-est e il suo sbocco nel Golfo di Cadice. Vi si trova la città di Siviglia.
La depressione betica è per lo più pianeggiante e divide la Sierra Morena a nord dal sistema betico a sud. È una tipica depressione laterale del tipo che si forma tra le catene montuose alpine, simile alla valle dell'Ebro, alla pianura padana in Italia o all'Alta Tracia in Bulgaria.